# Lepanthes chiriquensis
Lepanthes chiriquensis är en orkidéart som beskrevs av Rudolf Schlechter. Lepanthes chiriquensis ingår i släktet Lepanthes och familjen orkidéer. Inga underarter finns listade i Catalogue of Life.